# Acrolepia orchidophaga
Acrolepia orchidophaga is een vlinder uit de familie van de koolmotten (Plutellidae). De wetenschappelijke naam van de soort is voor het eerst geldig gepubliceerd in 1982 door Inoue et al..